# Ostroh (Ukrajina)
Ostroh (ukrajinsky Острог, rusky Острог – Ostrog, polsky Ostróg) je město v Rovenské oblasti na Ukrajině. Leží při ústí Viliji do Horyně necelých padesát kilometrů jihovýchodně od Rovna, správního střediska celé oblasti. V roce 2024 žilo v Ostrohu přes třináct tisíc obyvatel.

## Dějiny
Ipatěvský spis zmiňuje Ostroh už v roce 1100 jako volyňskou pevnost. V druhé polovině čtrnáctého století k sobě celou Volyň včetně Ostrohu připojilo Litevské velkoknížectví. Po Lublinské unii (1569) se Ostroh stal součástí Polské koruny (v rámci Republiky obou národů), kam patřil až do druhého dělení Polska. V roce 1585 bylo Ostrohu darováno magdeburské právo a stal se tak městem. V sedmnáctém století bylo město opevněno, kolem hradeb byl vykopán příkop a hradby měly pět bastionů.
Během Chmelnického povstání (1648–1657) bylo město vypáleno ukrajinskými kozáky a jeho obyvatelé vyvražděni. V roce 1793 se stalo součástí Ruského impéria, ke kterému patřilo do konce první světové války. Přes město nevedla žádná z železnic postavených v devatenáctém století, takže se jeho růst zastavil.
Mezi válkami byl Ostroh součástí druhé Polské republiky, kde patřil k Volyňskému vojvodství a sídlila v něm významná posádka polské armády. Dne 7. července 1920, během polsko-sovětské války, zde došlo k bitvě mezi polskými vojáky a ruskou 1. jízdní armádou pod vedením Semjona Michajloviče Buďonného.
Po sovětské invazi do Polska v roce 1939 se Ostroh stal součástí Sovětského svazu, v němž patřil do Ukrajinské sovětské socialistické republiky. Po napadení Sovětského svazu Německem dobyla Ostroh německá armáda. Rudá armáda ho dobyla zpět 5. února 1944.

## Partnerská města
- Moravský Beroun, Česko[1]